# Kaiser Wilhelm II. (Schiff, 1899)
Die Kaiser Wilhelm II. war ein deutscher Dampfer, der im Dienst des Kaiserlichen Gouvernements Deutsch-Ostafrika stand und nach dem deutschen Kaiser Wilhelm II. benannt war. Von den britischen Besatzungsbehörden wurde er 1918 in Lord Milner umbenannt und 1929 abgewrackt.

## Geschichte
Die Kaiser Wilhelm II. wurde von Joseph L. Meyer in Papenburg gebaut und offenbar am 22. Juni 1899 in Dienst gestellt. Am 2. September 1899 traf sie in Daressalam ein. Sie war zunächst in der Kolonie Deutsch-Ostafrika als Tonnenleger, Passagierdampfer und Transporter im Einsatz. Vermutlich wurde das Schiff auch im Maji-Maji-Aufstand als Truppentransporter für die Schutztruppe  für Deutsch-Ostafrika eingesetzt. Die Kaiser Wilhelm II. konnte bis zu 300 Personen, 12 Tiere und 1.200–1.500 Lasten transportieren. Der Heimathafen war Daressalam. Als Dienstflagge führte sie die so genannte Reichskolonialflagge des Auswärtigen Amts bzw. ab 1907 des neuen Reichskolonialamts.
Anlässlich der Besetzung Daressalams im Zuge des Ersten Weltkriegs wurde der Dampfer am 4. September 1916 von den deutschen Behörden in Daressalam selbst versenkt. Er wurde spätestens 1918 von den britischen Besatzungsbehörden gehoben, repariert und als Lord Milner in Dienst gestellt; Namensgeber war der seinerzeitige britische Kriegsminister Alfred Milner. Spätestens 1926 wurde die Lord Milner außer Dienst gestellt und zum Abbruch angeboten. 1929 wurde sie in Daressalam abgewrackt.